# 洪調緯
洪调纬，字初元，号耒农，湖北江夏（今湖北武昌）人。清朝政治人物、书法家。
咸丰六年（1856年）丙辰科进士，選庶吉士，散馆授编修，官至福建道监察御史。张之洞解元之房师。